# Fenglinshi
Fenglinshi (kinesiska: 枫林市, 枫林市乡) är en socken i Kina. Den ligger i provinsen Hunan, i den södra delen av landet, omkring 59 kilometer sydost om provinshuvudstaden Changsha. Antalet invånare är 13461. Befolkningen består av 6 421 kvinnor och 7 040 män. Barn under 15 år utgör 14,0 %, vuxna 15-64 år 73 %, och äldre över 65 år 12,0 %.
Genomsnittlig årsnederbörd är 1 875 millimeter. Den regnigaste månaden är maj, med i genomsnitt 330 mm nederbörd, och den torraste är oktober, med 39 mm nederbörd.